# پارادوکس خرمن
پارادوکس خرمن (به انگلیسی: Paradox of the Heap یا Sorites Paradox) که با نام پارادوکس سوریتس (به انگلیسی: Sorites paradox) هم شناخته می‌شود، پارادوکسی است که در مواجهه با کلمات گنگ و ناواضح پیش می‌آید؛ کلماتی همچون «قدبلند»، «خرمن»، «کم‌مو»، «اعتماد» از جمله این کلمات هستند. مثالی از پارادوکس خرمن را در مواجهه با کلمه «خرمن» می‌توان این‌گونه صورت‌بندی کرد:
فرض کنید ما خرمنی از کاه داریم. اگر یک عدد از کاه‌های آن را برداریم، آیا همچنان یک خرمن کاه داریم؟ به نظر می‌رسد که پاسخ مثبت است. حالا این پروسه را تکرار می‌کنیم و مجدداً سؤال فوق را از خودمان می‌پرسیم که آیا همچنان یک خرمن کاه داریم؟ با تکرار زیاد این پروسه، در نهایت به جایی می‌رسیم که تنها یک عدد کاه باقی مانده است. حالا سؤال این است که در این حالت چه‌طور؟ آیا همچنان یک خرمن کاه داریم؟ به نظر می‌رسد که پاسخ منفی است، اما مسئلهٔ بنیادینی که پیش می‌آید این است: دقیقاً در کدام نقطه، دیگر با یک خرمن کاه مواجه نبوده‌ایم؟ در کدام گام بوده که خرمن کاه از بین رفته و چیزی غیر خرمن باقی مانده است؟
اگر چه این مسئله در ابتدا ممکن است مسئله‌ای ساده به نظر برسد، اما با موضوعِ مهم و بنیادینی در ارتباط است: اینکه ما چه‌طور می‌توانیم به نحو دقیق، مفاهیم و پدیده‌ها را تعریف کنیم و مرز دقیق مفاهیم کجاست؟
مثال دیگر:
مثال معروفی که در این مورد وجود دارد، تفاوت بین یک فرد طاس و مودار است و به «مسئلهٔ مرد تاس» (Problem of the Bald Man) مشهور است. یک فرد مودار را تصور کنیم که یک تار موی او را بِکَنیم. او همچنان یک فرد مو دار به حساب می‌آید، حالا دوباره این کار را تکرار کنیم تا جایی که فرد طاس شود. اکنون دیگر او را یک فرد مودار نمی‌دانیم. اما دقیقاً در کدام مرحله یا کدام لحظه این فرد دیگر مودار نیست و طاس شده است؟ مثلاً وقتی ۱۰۰۰ تار موی او را کَندیم، به محض اینکه تار موی هزارم را درآوردیم، او طاس شده‌ است؟ اگر چنین است، مثلاً وقتی ۹۹۹ تار موی او را کندیم، او طاس نیست و فقط وقتی هزارمین تار را درآوردیم طاس شده است؟